# Fred Cooke (cầu thủ bóng đá)
Frederick Robert Cooke (5 tháng 7 năm 1896 – 1976) là một cầu thủ bóng đá người Anh thi đấu ở vị trí tiền đạo cho Sunderland.